# Toyota Corolla (E140)
Toyota Corolla (E140/E150) — десятое поколение автомобилей компании Toyota, производимых под маркой Corolla. Десятое поколение представлено в 2006 году, заменено следующим поколением в 2012 г. на рынке Японии, в 2013 г. на рынках Северной Америки и в 2014 г. на большинстве остальных рынков. Автомобили Corolla в кузове хетчбэк продавались в Европе под названием Auris, однако на рынках Австралии и Новой Зеландии используется обычное название Corolla.
Автомобили, производившиеся для японского рынка, имели меньшие размеры, нежели автомобили, предназначенные для других рынков. Это связано с особенностями японского законодательства относительно внешних размеров автомобилей и объёмов двигателей. Модели Corolla, экспортируемые на внешние рынки, имели несколько бо́льшую длину (4540 мм) и ширину (1760 мм), нежели модели для внутреннего японского рынка.
Автомобили Corolla в кузове E140 основываются на платформе Toyota MC, тогда как автомобили Corolla в кузове E150 — на разновидности платформы Toyota New MC. Иными словами, японские версии автомобилей основываются на той же платформе Toyota MC, что и предыдущее поколение в кузове E120. Версии, которые продавались в странах Северной Америки, Юго-Восточной Азии и Ближнего Востока основаны на той же платформе увеличенной ширины и, таким образом, также получили обозначение кузова E140. Версии, которые поступали на рынки Европы, Австралии и ЮАР основаны на несколько более сложной платформе Toyota New MC и имеют обозначение кузова Е150.

## Узкий вариант кузова E140

### Япония
Десятое поколение модели Corolla было представлено в Японии 10 октября 2006 г. Автомобили в кузове седан называются Corolla Axio. Название Axio образовано от греческого слова axia, которое означает «ценные вещи». Автомобили в кузове универсал сохранили название Corolla Fielder. Размеры автомобилей, предназначенных для внутреннего японского рынка, уменьшены относительно автомобилей, предназначенных для остального мира. Это сделано для выполнения требований японского законодательства, регламентирующего внешние размеры автомобилей и объёмы двигателей. Версия RunX была заменена версией Toyota Auris, тогда как выпуск версии Spacio был прекращен. Версия Corolla Rumion, рестайлинг версии Scion xB, была представлена позднее.
На автомобили Corolla Axio устанавливалась последняя версия электронной системы помощи при парковке от Toyota. По действовавшим в период продаж модели розничным ценам, стоимость установки этой системы составляла 105 тыс. японских иен или 879 долларов США. Система использует имеющийся дисплей. На автомобилях, предназначенных только для японского рынка, также могла устанавливаться телематическая служба G-Book, работающая по подписке.
Камера заднего вида отображает на встроенном экране при движении задним ходом область позади автомобиля, что должно облегчать действия водителя во время парковки. Также дополнительно устанавливаемая система Intelligent Parking Assist (с англ. — «интеллектуальный ассистент парковки») помогает в рулевом управлении при параллельной парковке или заезде задним ходом на место парковки. Эта система при помощи установленных в передней части автомобиля ультразвуковых датчиков определяет расположение других транспортных средств и, опираясь на эти данные, рассчитывает физический размер свободного парковочного пространства и определят конечное положение автомобиля после парковки.
Автомобили Corolla Axio также могли оборудоваться системой Pre-Crash Safety System (с англ. — «система безопасности перед столкновением»), использующая микроволновый радар. В случае обнаружения ситуации, предшествующей столкновению, система увеличивает натяжение ремней безопасности и активирует экстренное торможение для уменьшения скорости автомобиля, что позволяет достичь уменьшения ущерба от столкновения. Система Radar Cruise Control (с англ. — «круиз-контроль, оборудованный радаром») определяет расстояние до впереди идущего транспортного средства и осуществляет функцию контроля полосы движения, что позволяет поддерживать постоянную дистанцию до впереди идущего транспортного средства в рамках установленного диапазона скоростей.
По состоянию на 2011 год продажи Corolla Axio в Японии составили 70 758 автомобилей.
Axio GT — версия автомобиля Corolla Axio, основанная на гоночном автомобиле Axio N2. Она оборудовалась двигателем с турбонаддувом 1NZ-FE мощностью 110 кВт (148 л. с.), обеспечивающим крутящий момент 196 Нм, интеркулером, 5-ступенчатой механической КПП, подвеской TRD Sportivo, эмблемой GT, отделкой рычага КПП из кожи, логотипом TRD Turbo на решетке радиатора, боковой грязезащитой, передним и задним спойлерами, 17-дюймовыми колесными дисками TF4 с шинами Michelin Pilot Preceda, монитором привода, серой отделкой салона, улучшенным покрытием сцепления. В Японии автомобиль стал доступен в продаже в феврале 2009 года.
Также в качестве аксессуаров существовали пакеты GT TRD (для Corolla Axio) и TRD GT (для Corolla Fielder).
| Класс, модель (код) | Объём, тип (код)                       | Мощность, крутящий момент                     | КПП                                         |
| ------------------- | -------------------------------------- | --------------------------------------------- | ------------------------------------------- |
| LUXEL (ZRE142)      | 1.797 дм3, I4 (2ZR-FE)                 | 136 кВт при 6000 мин−1, 175 Нм при 4400 мин−1 | Super CVT-i (вариатор)                      |
| G, X (NZE141)       | 1.496 дм3, I4 (1NZ-FE)                 | 110 кВт при 6000 мин−1, 140 Нм при 4400 мин−1 | Super CVT-i (вариатор) / 5-ст. механическая |
| Axio GT             | 1.496 дм3, I4 с турбонаддувом (1NZ-FE) | 150 кВт при 6000 мин−1, 200 Нм при 4800 мин−1 | 5-ст. механическая                          |

В ходе 2009 года команда APR сменила автомобиль на базе Toyota MR2 на прототип Axio в кузове Е141 в классе GT300 автогонок Super GT. Этот автомобиль, названный Corolla Axio apr GT (NZE141), оснащался двигателем V6 объёмом 3,5 л марки 2GR-FSE мощностью 220 кВт (300 л. с.) при 6800 мин−1, 6-ступенчатой секвентальной КПП HEWLAND, сцеплением Ogura Clutch Triple Plate, тормозной системой AP, 18-дюймовыми колесными дисками RAYS. Масса данного автомобиля составляла 1100 кг. Данный «автомобиль № 74» был представлен на выставке Tokyo Auto Salon в 2009 г. Наиболее полная версия Luxel предоставляла такие примечательные для своего времени функции как круиз-контроль с динамическим радаром, трансмиссия tiptronic, Bluetooth, запуск и остановка двигателя при помощи кнопки (англ. Push button start), а также автоматический климат-контроль.

### Гонконг
Автомобили Corolla, представленные в Гонконге, были основаны на моделях для японского рынка. Таким образом, единственным доступным двигателем для этих автомобилей был двигатель марки 1NZ-FE и объёмом 1,5 л.
Несмотря на то, что гонконгские Corolla основаны на японской версии и изготавливались в Японии, у этой версии были некоторые отличия. К таковым можно отнести небольшие изменения в передней части кузова, например, в части фар головного света или воздушных дефлекторов. Автомобиль на этом рынке был представлен в двух комплектациях: Luxury и Advantage.

## Широкий вариант кузова E140
Широкий вариант кузова E140 модели Corolla производился с конца 2006 года и отличался бо́льшими размерами, сохранив при этом стилистические особенности модели для японского рынка. В этой версии используется удлиненная и более широкая версия платформы Corolla Axio, стилистически близкий к Toyota Camry дизайн, однако сохранена отделка интерьера Corolla Axio. Общемировое представление модели состоялось в ноябре 2006 г. на выставке Beijing Auto Show в Пекине.

### Азия

#### Китай
После показа на Beijing Auto Show в 2006 г. производство модели было начато в 2007 г. Оно велось на заводе FAW Toyota в городе Тяньцзинь. Изготовление рестайлинговой модели началось в сентябре 2010 г. для автомобилей 2011-го модельного года. На эти автомобили устанавливались двигатели объёмом 1.6 л (1ZR-FE), 1.8 л (2ZR-FE) и 2.0 л (3ZR-FE). Двигатели комплектовались 5-ст. механической или 4-ст. автоматической коробками передач (модель 1.6 GL), а также 6-ст. механической коробкой передач и вариатором (модели 1.8 GL, 1.8 GLX, 2.0 GLX). Цена на модель составляла от 132 до 200 тыс. юаней (от прибл. 26 до 39 тыс. долларов США). Производство модели было прекращено в июне 2014 г., ввиду замены на модель в кузове E170.

#### Индия
Индийская версия Corolla называется Corolla Altis. Место сборки — город Бидади недалеко от Бангалора. Оригинальная версия (2008—2011) комплектовалась двигателем ZZ объёмом 1.8 л, мощностью 132 л. с., совмещенным с 5-ст. механической или 4-ст. автоматической КПП. Также для Индии и Испании был доступен дизельный двигатель (1ND-TV) объёмом 1.4 л., мощностью 88 л. с., совмещенный с 5-ст. механической КПП. Дизельный двигатель стал доступен в 2010 г. В 2011 г. произошел рестайлинг Corolla Altis, при котором устаревшие двигатели ZZ были заменены современным двигателем ZR объёмом 1.8 л и мощностью 140 л. с. Кроме того, для бензиновых версий стала доступна 6-ст. механическая КПП, подобная устанавливаемой на дизельные версии, а также современная 7-ст. КПП с вариатором взамен устаревшей 4-ст. автоматической. Дизельная версия не претерпела изменений, однако для отличия от бензиновых версий, комплектуется другой радиаторной решеткой.

#### Индонезия
Продажи автомобиля Corolla Altis начались в 2008 г. На тот момент были доступны три комплектации: J (базовая), более популярная G (средняя) и V (максимальная). На все автомобили устанавливался двигатель 1ZZ-FE с системой VVT-i. Механической КПП комплектовались только автомобили в комплектации J, тогда как в комплектациях G и М — только автоматическими КПП. В начале 2009 г. двигатель 1ZZ-FE объёмом 1.8 л в комплектации V был заменен на двигатель 3ZR-FE объёмом 2.0 л, который сочетался с автоматической КПП.
Как и в предыдущих поколениях Corolla Altis, в данном поколении автомобили имели лучшее оснащение, нежели аналоги для западных стран. В комплектациях G и V была доступна возможность установки системы Smart Entry & Push Start (система, позволяющая водителю, не доставая ключ, открывать двери и запускать двигатель), а также автоматический климат-контроль.
В 2010 году Toyota произвела рестайлинг автомобиля Corolla Altis в следующем объёме: новые бамперы, радиаторная решетка, воздушные дефлекторы, задние фонари и, кроме того, был предложен новый двигатель 2ZR-FE объёмом 1.8 л, оборудованный системой Dual VVT-i (с англ. — «двойной VVT-i»). Базовая комплектация 1.8J заменена комплектацией 1.8E. На базовую (которая считалась «спортивной») версию 1.8E стала устанавливаться 6-ст. механическая КПП. На автомобилях комплектаций 1.8G и 2.0V произошла замена автоматической КПП на 7-ст. вариатор.

#### Малайзия
Как и в случае с Индонезией, продажи Corolla Altis в Малайзии также были начаты в 2008 г. Автомобиль здесь продавался в пяти комплектациях: 1.8G, 1.8G Sporty, 1.8E, 1.8E Sporty и 1.6E. За исключением версии 1.6E, все остальные комплектации оснащались двигателем 1ZZ-FE. Версия 1.6E оснащалась двигателем 3ZZ-FE. Для малайзийского рынка автомобили с механической КПП не предлагались. В каждой комплектации на автомобили устанавливалась 4-ст. автоматическая КПП, оснащенная системой Super ECT (с англ. — «усовершенствованная электронная система управления трансмиссией»).
Мощность автомобилей, оснащенных двигателями объёмом 1.8 л, достигала 97 кВт при 6000 мин−1, а крутящий момент составлял 170 Нм при 4200 мин−1. Для автомобилей с двигателем объёмом 1.6 л, мощность составляла 80 кВт при 6000 мин−1, а крутящий момент — 145 Нм при 4400 мин−1.
23 сентября 2010 был произведен рестайлинг модели, в результате которого двигатели ZZ были заменены двигателями модели ZR. Компания Toyota Malaysia разработала новые варианты комплектации: 2.0V, 1.8G, 1.8E и 1.6E. Во всех комплектациях, кроме 1.6Е, автоматическая КПП была заменена на вариатор, тогда как в версии 1.6Е 4-ст. автоматическая КПП была сохранена.

#### Пакистан
В Пакистане 10-е поколения Toyota Corolla поступило в продажу в августе 2008 г., были предусмотрены 4 варианта комплектации: XLi, GLi, Corolla Altis, Corolla Diesel. Рестайлинг модели произошел в 2011 г.
В версии XLi на автомобили устанавливался двигатель 2NZ-FE объёмом 1.3 л с мощностью 85 л. с. Пакистан стал единственным рынком, на котором на автомобили Corolla устанавливался двигатель 2NZ-FE. На автомобили этой комплектации не устанавливались подушки безопасности, система ABS, а также электрические стеклоподъемники. Автомобили в этой комплектации могли быть только двух цветов — белого и чёрного.
В комплектации GLi предлагался автомобиль, в целом аналогичный XLi. На автомобили в этой комплектации устанавливалась система ABS и электрические стеклоподъемники. Подушки безопасности недоступны в этой комплектации. Возможна окраска кузова цветом типа «металлик».
Дизельная версия Corolla Diesel была представлена в 2-х вариантах: Corolla 2.0D и Corolla 2.0D Saloon.
Автомобили Corolla 2.0D комплектовались двигателем 2C разработки 1989 г. мощностью 74 л. с. На автомобили этой комплектации не устанавливались подушки безопасности, система ABS, а также электрические стеклоподъемники. Автомобили в этой комплектации могли быть только двух цветов — белого и чёрного.
В комплектации Corolla 2.0D Saloon использовался тот же двигатель, что и Corolla 2.0D. На автомобили в этой комплектации устанавливалась только 5-ст. механическая КПП. Также на эти автомобили устанавливались колесные диски из легкого сплава, щитки на пороги, приборная панель типа optitron, элементы интерьера из дерева, а также подушка безопасности водителя. В качестве дополнительного оборудования автомобили могли иметь панорамную крышу.
Рестайлинг модели произошел 11 апреля 2011 г. Изначально рестайлингу подверглись комплектации XLi и GLi, в результате которого были изменены: фары головного света и задние фонари, радиаторная решетка, бамперы, а также цветовая схема интерьера. В версии Corolla Altis двигатель 1ZZ-FE объёмом 1.8 л был заменен двигателем 1ZR-FE объёмом 1.6 л и мощностью 124 л. с. Рестайлинг комплектации Altis произошел в мае 2011 г. В этой комплектации автомобили оборудовались щитками на пороги, элементами интерьера из дерева, приборной панелью типа optitron, колесными диски из легкого сплава с 5-ю спицами, противотуманными фарами, электрическими стеклоподъемниками, электрической регулировкой сидения, системой ABS c EBD, подушкой безопасности водителя, 6-ст. механической КПП. Также автомобили Corolla Altis могли комплектоваться автоматической КПП и панорамной крышей.
В версии GLi также появилась возможность установки 4-ст. автоматической КПП с системой Super ECT совместно с двигателем 1ZR-FE объёмом 1.6 л, аналогично версии Corolla Altis. В остальном эта версия соответствует GLi с двигателем объёмом 1.3 л, однако, оборудованная двигателем объёмом 1.6 л и автоматической КПП, по оснащению становится подобной Corolla Altis, за исключением колесных дисков из легкого сплава, элементов интерьера из дерева и щитков на пороги.

#### Сингапур
В Сингапуре изначально автомобили Corolla Altis 10-го поколения были представлены с теми же двигателями 3ZZ-FE (1.6 л) и 1ZZ-FE (1.8 л), что устанавливались и в предыдущем поколении. При этом только автомобили, оборудованные автоматической КПП, отвечали требованиям стандарта токсичности выхлопных газов «Евро-4». В сентябре 2010 модель прошла рестайлинг, в результате которого Altis стал идентичным таиландской и малайзийской моделям. Автомобили автомобилей с двигателями объёмом 1.6 л оборудовались последними моделями двигателей с системой Dual VVT-i (например, 1ZR-FE). Они соответствовали новому стандарту токсичности «Евро-5». Варианты Corolla Altis с обоими типами двигателей (объемом 1.6 л и 1.8 л) позиционировались аналогично предыдущим поколениям модели. Вариант с двигателем объёмом 1.6 л выигрывал титул «Автомобиль № 1 Сингапура» (англ. Singapore's No.1 Car) несколько лет подряд.
Также на рынке Сингапура присутствовали модели для японского внутреннего рынка (в том числе седан Axio и универсал Fielder). На рынке Сингапура эти автомобили появлялись в результате параллельного импорта небольшими компаниями (в этом случае автомобили закупаются за рубежом, доставляются в страну, проходят таможенное оформление, тестирование и гарантийное обслуживание силами самой торговой организацией, обеспечивающей данные поставки), которые не могли закупать автомобили у местного представительства марки. По такой схеме были доступны автомобили в базовой комплектации Х и более расширенной G. Эти автомобили, а также японские версии Toyota Camry (поколения XV40) и Toyota WISH широко использовались в службах такси после установки газобаллонного оборудования, работающего на сжатом природном газе.

#### Таиланд
В Таиланде Corolla Altis была представлена в четырёх комплектациях: J, E, G и V. Таиландский рынок — единственный экспортный рынок, где присутствовали все существующие комплектации Corolla Altis. На остальных рынках в различных комбинациях присутствовала часть комплектаций, доступных в Таиланде.
Варианты автомобиля с двигателями объёмом 1.8 и 2.0 л после рестайлинга оборудовались вариатором Super CVT-i, тогда как на автомобили с двигателем объёмом 1.6 л продолжалась установка автоматической 4-ст. КПП. После рестайлинга на рынке Таиланда были доступны комплектации, начиная от базовой 1.6J до максимальной 2.0V Navi.

#### Филиппины
Продажи десятого поколения Corolla на Филиппинах начались 7 марта 2008 г., автомобиль продавался на местном рынке как Corolla Altis. Перелагались четыре варианта комплектации: 2.0 и 1.6V с автоматической КПП, 1.6G с автоматической или механической КПП, а также 1.6E с механической КПП. Двигатель объёмом 1.6 л модели 3ZZ-FE был идентичен устанавливаемому на предыдущее девятое поколение Corolla. В то же время двигатель объёмом 2.0 л устанавливался новой модели 3ZR-FE, он оборудовался системой Dual VVT-i.
Филиппинское подразделение Toyota произвело рестайлинг Corolla в сентябре 2010 г. В комплектации 2.0V автоматическая 4-ст. КПП была заменена вариатором, при этом на автомобили с механической КПП устанавливалась 6-ст. версия агрегата вместо ранее устанавливаемой 5-ст. Во всех комплектациях мощность двигателей была незначительно увеличена, также все двигатели оборудовались системой Dual VVT-i.
Corolla Altis прошла ещё одно небольшое обновление во второй половине 2011 г. В ходе него автомобили получили новый дизайн передней и задней частей, а также колесные диски нового дизайна. В базовое оборудование были включены электрические стеклоподъемники и центральный замок. После обновления автомобили предлагались в четырёх вариантах:
- 2.0V (3ZR-FE): «Спортивный» вариант, комплектуемый только вариатором с подрулевыми переключателями передач (англ. paddle shift). Вместо радиаторной решетки в виде полос, устанавливалась решетка в виде сетки, затемненные фары головного света с газоразрядными лампами (англ. High Intensity Discharge, HID) с ручным корректором высоты светового пучка, а также задние фонари, стеклоочиститель с датчиком дождя, кожаные сидения с электрическим управлением, зеркала заднего вида с электрическим управлением, электрические стеклоподъемники, а также так называемый «спортивный пакет».
- 1.6V (1ZR-FE): комплектация «повышенного» уровня. Включала в себя практически все оборудование из версии 2.0V, за исключением решетки радиатора в виде сетки и «спортивного пакета», впрочем они были доступны в виде дополнительного оборудования. Эти автомобили комплектовались исключительно 4-ст. автоматической КПП.
- 1.6G (1ZR-FE): комплектация среднего уровня. КПП в этой версии могла быть 4-ст. автоматической или 6-ст. механической. В этой комплектации доступно все оборудование версии 1.6V, за исключением кожаных сидений.
- 1.6 E (1ZR-FE): базовая комплектация. На эти автомобили устанавливалась только 6-ст. механическая КПП. В этой комплектация предлагался меньший выбор оборудования, а также меньшее количество вариантов окраски кузова. В ней не доступны: кожаные сидения, автоматический климат-контроль (вместо него устанавливался простой кондиционер), противотуманные фары, фирменная сигнализация.

#### Шри-Ланка
В Шри-Ланке продавались автомобили, изготовленные в Японии. Бензиновая версия предлагалась с двигателем объёмом 1.6 л модели 3ZZ, тогда как дизельная версия предлагалась с устаревшим двигателем модели 2C объёмом 2.0 л. Дизайн кузова был подобен автомобилям для европейских рынков.

### Северная Америка
Североамериканская версия автомобиля Toyota Corolla (E140) обладает совершенно другим внешним и внутренним дизайном, нежели японский Corolla Axio. Дизайн в целом подобен автомобилям Corolla Altis, производившимся для стран Юго-Восточной Азии. Анонс десятого поколения Corolla состоялся 31 октября 2007 г. на выставке SEMA в Лас-Вегасе. Производство начато в ноябре 2007 г. В дилерской сети автомобиль стал доступен в январе 2008 г. как модель 2009-го модельного года. Предлагались автомобили только в кузове седан, однако модель Toyota Matrix 2-го поколения, производимая на основе того же кузова Е140 и с той же гаммой двигателей, может рассматриваться как Corolla в кузове хетчбэк.
Автомобиль описывался как «Camry на 7⁄8», обладая при этом стилистическим единством и со своим «младшим братом» — Toyota Yaris. Автомобиль критиковался за инерционное и неуверенное управление, за дешевизну примененных в интерьере материалов, что вызвало сожаление критиков, поскольку стало шагом назад по сравнению с предыдущим поколением модели. В целом критики отметили, что новое поколение Corolla являет собой иллюстрацию процесса постепенного развития, не отходя далеко от концепции обыденного, но надежного, экономичного, простого и недорогого способа передвижения.
На рынке США автомобиль получил пять уровней комплектации (Standard, S, LE, XLE и XRS), тогда как на рынке Канады — четыре (CE, LE, Sport — она же S — и XRS). На автомобили в комплектациях S и LE была установлена примерно одинаковая розничная цена, также они подобны технически. Основным отличием комплектации S являются установленные: спойлер, резиновая «губа» под бампером, подсветка интерьера серебристого цвета. Версия XRS также оборудована спойлером и резиновым элементом бампера, однако на эти автомобили устанавливается двигатель большего объёма 2.4 л, задние дисковые тормоза, подвеска со «спортивными» настройками, о также электронная система устойчивости.
Базовая версия (Standard и CE) и версия S комплектовались 5-ст. механической КПП или 4-ст. АКПП. Версии LE (в отличие от предыдущего поколения модели) и XLE доступны только с АКПП. В комплектации XRS автомобиль оборудуется двигателем I4 модели 2AZ-FE объёмом 2.4 л, который также устанавливался на Camry. Двигатель развивает мощность 158 л. с. (118 кВт) и крутящий момент 220 Нм. Этот двигатель комплектовался 5-ст. механической КПП или 5-ст автоматической КПП. В версии XRS время разгона до скорости 60 миль в час (97 км/ч) составляет 7.9 с, а время преодоления четверти мили — 16.0 с. В остальных комплектациях на автомобиль устанавливался двигатель модели 2ZR-FE объёмом 1.8 л, который развивает мощность 132 л. с. (98 кВт) и крутящий момент 174 Нм. С этим двигателем расход топлива составляет 27 миль на галлон (8.7 л на 100 км) в городских условиях и 35 миль на галлон (6.7 л на 100 км) в т. н. «загородном цикле», при чём оба значения были хуже, нежели у предыдущего поколения модели. С двигателем объёмом 2.4 л эти показатели составляют 22 мили на галлон (10.7 л на 100 км) в городских условиях и 30 миль на галлон (7.8 л на 100 км) в «загородном цикле» при оборудовании АКПП, а при оборудовании МКПП — 22 мили на галлон (10.7 л на 100 км) и 29 миль на галлон (8.1 л на 100 км) соответственно. Все двигатели сертифицированы ULEV II. На автомобили устанавливался топливный бак объёмом 13.2 галлона (прибл. 49 л), такой же как на предыдущее поколение. Для увеличения топливной эффективности в данном поколении Corolla устанавливался электроусилитель руля взамен гидроусилителя.
| Модельный год | Объём, тип, модель двигателя  | Мощность                           | Крутящий момент       | Тип КПП                                 |
| ------------- | ----------------------------- | ---------------------------------- | --------------------- | --------------------------------------- |
| 2009-2010     | 2.4 л (2 362 см3), I4, 2AZ-FE | 158 л. с. (118 кВт) при 6000 мин−1 | 220 Нм при 4000 мин−1 | 5ст. механическая 5-ст. автоматическая  |
| 2009-2013     | 1.8 л (1 798 см3), I4, 2ZR-FE | 132 л. с. (98 кВт) при 6000 мин−1  | 174 Нм при 4400 мин−1 | 5-ст. механическая 4-ст. автоматическая |

В автомобилях Corolla данного поколения предусмотрены следующие технологические удобства: разъем AUX для подключения портативных проигрывателей, обновленная аудиосистема JBL, регулируемое по углу наклона и вылету рулевое колесо, кнопки управления аудиосистемой на руле, крюк для багажа, устройство «свободные руки» для подключения мобильного телефона через Bluetooth. Противобуксовочная система (англ. traction control) и электронный контроль устойчивости (англ. Vehicle Stability Control (VSC)) доступны в качестве стандартного оборудования в максимальной комплектации XRS, а также в качестве дополнительного оборудования в комплектациях LE и XLE для рынка США.
В 2009 г. (2010-й модельный год) автомобили в комплектации S также получили приборную панель типа Optitron XRS в качестве стандартного оборудования, а также новый дизайн декоративных колпаков 16-дюймовых стальных колесных дисков. В комплектации XLE в качестве дополнительного оборудования стал доступен автоматический климат-контроль, а также металлизированная отделка накладок на руле. На все модели стала устанавливаться система The Star Safety System (с англ. — «звездная система безопасности»), в которую входят в качестве стандартного оборудования: электронный контроль устойчивости, противобуксовочная система, антиблокировочная система, система распределения тормозных усилий, система помощи при экстренном торможении, технология Smart Stop (система, выключающая двигатель во время остановки автомобиля), система brake override (система, снижающая тягу двигателя в случае одновременного нажатия педалей акселератора и тормоза, например, при удержании педали акселератора в нажатом положении из-за неправильно расположенного напольного «коврика» и т. п.).
В Мексике Corolla предлагалась в трех комплектациях. Комплектация LE могла быть с механической или автоматической КПП, на эти автомобили устанавливались стальные 16-дюймовые колесные диски с декоративными колпаками. Комплектация «среднего уровня» XLE поставлялась только с автоматической КПП, комплектовалась 16-дюймовыми колесными дисками из легкого сплава, а также деревянными вставками в интерьере. Максимальная комплектация XRS оборудовалась двигателем 2AZ-FE объёмом 2.4 л. Автомобили для мексиканского рынка изготавливались на заводе в Кембридже, Онтарио. Автомобили с данного сборочного завода поставлялись только на рынки США, Канады и Мексики.
Автомобили Corolla, начиная с 2011 модельного года, не поставлялись в комплектациях XRS и XLE на рынок США (однако, комплектация XRS осталась доступной в Канаде). В результате рестайлинга Corolla получила новый дизайн передней и задней частей автомобиля, изменение дизайна салона, радиаторной решетки, переднего и заднего бамперов, колесных дисков, отделку хромом в задней части, задних фонарей и крышки багажника. В интерьер были добавлены металлические вставки (комплектации LE и S), новые тканые материалы и спортивный руль с регулировками по наклону и вылету (комплектация S). Также была расширена цветовая гамма за счет добавления цветов Nautical Blue Metallic (темно-синяя окраска металлик) и Sandy Beach Metallic (окраска металлик песчаного оттенка). В качестве стандартного оборудования для комплектации S теперь предлагаются: круиз-контроль, бесключевой доступ, два дополнительных громкоговорителя аудиосистемы, стеклоочиститель с переменным интервалом работы и противотуманным режимом работы. В версии S предлагается следующее оборудование в качестве стандартного: круиз-контроль, бесключевой доступ, 16-дюймовые колесные диски из легкого сплава, окрашенный в цвет кузова спойлер.
В 2011 г. (2012 модельный год) Corolla также подверглась некоторым улучшениям. В комплектации LE для США и Канады была заменена стандартная аудиосистема, а новой системе имеется USB-разъем, поддержка Bluetooth, а также управление аудиосистемой с кнопок на руле. Комплектация L для США получила электрические стеклоподъемники, центральный замок и бесключевой доступ.
| Фронтальный удар, водитель    | 4 из 5 звёзд · 4 из 5 звёзд · 4 из 5 звёзд · 4 из 5 звёзд · 4 из 5 звёзд |
| Фронтальный удар, пассажир    | 4 из 5 звёзд · 4 из 5 звёзд · 4 из 5 звёзд · 4 из 5 звёзд · 4 из 5 звёзд |
| Боковой удар, водитель        | 5 из 5 звёзд · 5 из 5 звёзд · 5 из 5 звёзд · 5 из 5 звёзд · 5 из 5 звёзд |
| Боковой удар, задний пассажир | 4 из 5 звёзд · 4 из 5 звёзд · 4 из 5 звёзд · 4 из 5 звёзд · 4 из 5 звёзд |
| Переворот                     | 4 из 5 звёзд · 4 из 5 звёзд · 4 из 5 звёзд · 4 из 5 звёзд · 4 из 5 звёзд |

В состав базового оборудования любой Corolla входят: фронтальные подушки безопасности, боковые подушки безопасности и боковые шторки безопасности. Также базовыми являются система ABS и активные подголовники. Начиная с 2009 г. (2010 модельный год) во всех комплектацией стала базовой электронная система устойчивости.
После рестайлинга модель набрала получила худший рейтинг от Национального управления безопасностью движения на трассах США, нежели предыдущая модификация.
Страховой институт дорожной безопасности удостоил автомобиль Toyota Corolla награды Top Safety Pick. Автомобиль получил общую оценку «Хорошо» в результате фронтального удара при краш-тесте, при этом оценка «Хорошо» была получена по результатам всех шести измеряемых параметров. Также Corolla получила общую оценку «Хорошо» в результате бокового удара. Автомобиль был близок к получению хорошей оценки за все измеряемые параметры бокового удара, однако за защиту таза и ног заднего пассажира получил лишь оценку «Удовлетворительно». Тем не менее, автомобиль получил оценку «Хорошо» по такому параметру бокового удара как конструкция и безопасность, что редкость для машин подобного класса.
Некоторые из автомобилей Corolla, выпущенных в 2009—2010 годах (в основном, собранные в США с VIN, начинающимся с 1NX или 2T1), вошли в отзывную кампанию Toyota 2010 года, в ходе которой заменялся напольный коврик и педаль акселератора.
10 октября 2012 г. Toyota объявила вторую отзывную кампанию для моделей Corolla и Matrix 2009-го модельного года, а также для ещё 10 других моделей. Согласно описанию, из-за неправильной смазки главного переключателя на водительской панели электрических стеклоподъемников, при работе с ним могло появляться ощущения наличия зазубрин или клейкости, а применение неподходящий смазки на машинах после гарантийного срока могло приводить к угрозе воспламенения. В ходе отзывной кампании соответствующий выключатель смазывался надлежащей фторсодержащей смазкой.

### Южная Америка
Десятое поколение Toyota Corolla было представлено в Бразилии 26 марта 2008 г. и в Аргентине в апреле 2008 г. Автомобили производились в Бразилии, комплектовались двумя двигателями (объемом 1.6 л и 1.8 л, работающие на бензине, а также на смеси бензина и этанола для Бразилии). Автомобили предлагались в трех комплектациях: базовая XLi, среднего уровня XEi и максимальная SEG.
В марте 2010 г. была представлена версия 2.0 VVTi Flex. Все версии данных автомобилей были основаны на седане Corolla Axio, других вариантов не предусматривалось.

#### Боливия
В Боливии местным подразделением Toyoyta Bolivia продавались автомобили в кузове Е150, изготовленные в Японии. Посредством серого импорта на рынке Боливии также были доступны версии Corolla для США, привезенные из США, Канады и Японии, а также Corolla Axio из Японии.

#### Ямайка
Десятое поколение Corolla на Ямайке стало доступным в октябре 2007 г. Были предложены модели с двигателями объёмом 1.5 л и 1.8 л. Версия с двигателем объёмом 1.5 л имела две разновидности: с установленными противотуманными фарами и колесными дисками из легкого сплава, и без них. Версия с двигателем 1.8 л имела в качестве стандартного оборудования кожаную отделку салона и люк в крыше. Все модели комплектовались системой ABS.

## Кузов Е150
Автомобили в кузове Е150 выглядят аналогично автомобилям в широкой версии кузова Е140, однако основаны они на более сложной платформе New MC.

### Австралия
Новые автомобили Corolla были представлены на австралийском рынке 18 мая 2007 г. Были представлены автомобили как в кузове седан, так и в кузове хетчбэк, автомобили были оборудованы большим числом систем безопасности, а также предлагали более добротные интерьеры. Новый двигатель модели 2ZR-FE объёмом 1.8 л, оборудованный системой Dual VVT-i (с устройствами сдвига фаз на впускном и выпускном распределительных валах) не только стал единственным двигателем, доступном для подаваемого в Австралии автомобиля, но и достигает мощности в 100 кВт. Для ранее устанавливаемого двигателя это значение уменьшилось в конце 2005 г. до 93 кВт и 161 Нм крутящего момента (с изначальных 171 Нм) для обеспечения соответствия двигателя стандарту токсичности выхлопных газов 2006 года «Евро-4». Новая 6-ст. механическая КПП стала стандартным оборудованием, а 4-ст автоматическая КПП — дополнительным, несмотря на ходившие домыслы о возможности установки 5-ст. КПП, подобной новому Honda Civic, роботизированной 5-ст. КПП по типу европейского Toyota Auris или вариатора, подобного японским моделям.
В отличие моделей для Северной Америки или азиатских моделей, все австралийские Corolla изготавливаются в кузовах Е150. По этой причине многие детали подвески не взаимозаменяемы.
Для автомобилей Corolla в кузове хетчбэк было предусмотрено пять уровней комплектации (Ascent, Ascent sport, Conquest, Levin SX и Levin ZR), а для автомобилей в кузове седан — четыре (Ascent, Ascent sport, Conquest и Ultima, последняя только с автоматической КПП). Автомобили в кузове универсал в этом поколении Corolla в Австралии не предлагались. Автомобили в комплектациях Levin ZR и Ultima оборудовались ксеноновыми лампами, датчиками дождя, системой бесключевого доступа и системой запуска двигателя кнопкой, а также автоматическим климат-контролем. Безопасность автомобиля была улучшена тем, что в стандартное оборудования для всех комплектация вошла система ABS, а также две фронтальные подушки безопасности. Однако, боковые подушки безопасности, шторки безопасности, коленная подушка безопасности, противобуксовочная система и электронный контроль устойчивости входят в список дополнительного оборудования комплектаций Ascent и Levin SX, и только с декабря 2008 г. стали стандартным оборудованием комплектаций Conquest, Levin ZR и Ultima. Другими изменениями декабря 2008 г. стала обновленная 6-ст. механическая КПП для всех комплектаций, кроме Ultima (в которой механическая КПП недоступна), однако в этой комплектации изменены передаточные соотношения КПП. В комплектации Levin ZR была добавлена функция бесключевого доступа в дверь переднего пассажира в дверцу багажного отделения. Несмотря на то, что на большинстве мировых рынков автомобили Corolla в кузове хетчбэк назывались Auris, на австралийском рынке название Corolla для этой модификации было сохранено.
Время разгона до 100 км/ч у автомобиля, оборудованного механической КПП, составило 9.7 с, что более чем на полсекунды хуже показателя модели предыдущего поколения. Это объясняется увеличившейся массой, которая превышает 1300 кг. Для автоматической КПП отмечается существенный «зазор» между передачами, что вызвано отсутствием 5-й ступени в КПП. В ходе краш-теста ANCAP автомобиль Toyota Corolla получил рейтинг в 4 звезды за безопасность пассажиров и водителя, и 3 звезды за безопасность пешеходов.
| ANCAP                                        |                    |       |
| · 28,22 · общий рейтинг                      |                    |       |
| Рейтинги                                     | Фронтальный удар   | 12,37 |
| Рейтинги                                     | Боковой удар       | 14,85 |
| Рейтинги                                     | Ремни безопасности | 1     |
| Протестированная модель: Toyota Camry (2010) |                    |       |

### Европа
| Euro NCAP                                      | Euro NCAP | Euro NCAP | Euro NCAP |
| ---------------------------------------------- | --------- | --------- | --------- |
| Рейтинги                                       | Пассажир  |           | 34        |
| Рейтинги                                       | Ребёнок   |           | 39        |
| Рейтинги                                       | Пешеход   |           | 23        |
| Протестированная модель: Toyota Corolla (2007) |           |           |           |

Toyota Corolla в кузове Е150 в Ирландии была анонсирована в декабре 2006 г., а продажи начались в январе 2007 г. Ввиду этого, Ирландия стала одной из первых стран, где стало доступно 10-е поколение модели. Модель доступна в кузове седан, а также в версии Auris (а также Auris в кузове фургон). Автомобили комплектовались бензиновым двигателем модели 4ZZ-FE объёмом 1.4 л и мощностью 97 л. с. (71 кВт), а также дизельным двигателем модели D-4D объёмом 1.4 л и мощностью 90 л. с. Автомобили были представлены в комплектациях Terra, Strata, и and Sol (комплектация Estate недоступна). Европейские модели собираются в Турции и Японии. В Ирландии автомобили в кузове седан более популярны, нежели недавно появившийся хетчбэк Auris. Тем не менее, в Великобритании, Испании и Бельгии Toyota предложила пользователем только модель Auris в кузове Е150.

### Новая Зеландия
Как и в Австралии, все модификации автомобиля имели назвали Corolla. Модельный ряд в целом аналогичен австралийскому, устанавливались те же двигатели и коробки передач, однако в модельном ряду присутствовали базовые модификации GX и модификации более высокого уровня GLX. Главное отличие новозеландских Corolla от международных версий автомобиля — наличие на новозеландском рынке модели Corolla Fielder в кузове универсал, которая присутствовала ещё только на японском рынке. Популярность автомобилей в кузове универсал столь высока в Новой Зеландии, что спрос на универсалы предыдущего поколений оказался достаточно велик, чтобы оправдать эти поставки. Новая Зеландия — единственный рынок, куда экспортировались автомобили Corolla Fielder. Автомобиль получил название Corolla GX Wagon и комплектовался двигателем 1NZ-FE. На седаны и хетчбэки устанавливался двигатель 2ZR-FE объемом 1.8 л с системой Dual VVT-i, тогда как на универсалы устанавливался такой же двигатель, как на японские модели, объёмом 1.5 л, 4-цилиндровый, 16-клапанный, с системой VVT-i. Характеристики этой модели были хуже, чем комплектации GX седанов и хетчбэков, поскольку универсалы в основном предназначались для экономичных автопарков. В июне 2008 г. автомобили в кузове хетчбэк начали оборудоваться дизельными двигателями. Несмотря на то, что на местном рынке предлагались двигатели модели D4-D объёмом 1.4 л и 2.0 л, эти автомобили оборудовались только механической КПП. Дизельные версии представляют собой модели для европейского рынка, собранные в Японии, причём двигатель объёмом 1.4 л поставлялся из Европы.
В местной прессе Toyota получила массу критики за решение поставлять на австралийский и новозеландский рынок автомобили, не оборудованные электронным контролем устойчивости, который способна снизить вероятность смертельного дорожно-транспортного происшествия до 55 %. Эта система была доступной в американских версиях Corolla в течение нескольких лет. Нехватка контроля устойчивости частично решалась дизельными версиями, где эта система входила в стандартное оборудование. В ходе рестайлинга 2010 года эта система была добавлена во все комплектации, за исключением универсала Corolla Fielder с японскими характеристиками.

### Южно-Африканская Республика
Десятое поколение Toyota Corolla стало доступно в Южно-Африканской Республике в сентябре 2007 г. В отличие от большинства других стран, в ЮАР под маркой Corolla подразумевается в основном седан, тогда как автомобиль в кузове хетчбэк здесь известен как Toyota Auris. Автомобили этого поколения имеют большую ширину и меньшую высоту, нежели автомобили предыдущего поколения. Южноафриканское подразделение Toyota в октябре 2007 г. установило «рекорд всех времен» местной автомобильной отрасли ввиду доминирующего положения Corolla (включая Auris) на местном рынке.
Сборочное производство Toyota, расположенного в городе Дурбан, обеспечивает поставки Corolla, Hilux и Fortuner в европейские страны. Автомобили Corolla, изготовленные для европейских рынков, получили рейтинг 5 звезд от Euro NCAP (распространяется на все модели, оснащенные коленными подушками безопасности).
Для южноафриканского рынка предлагались следующие версии: 2.0 л дизельная (Exclusive, Advanced), 1.8 л бензиновая (Exclusive, Exclusive Auto, Advance), 1.6 л бензиновая (Advanced, Professional), 1.4 л бензиновая (Advanced, Professional).
В июне 2014 г. произошел перезапуск Corolla как Corolla Quest. Эта модель имеет меньшие габаритные размеры и предлагает меньший спектр оборудования, что необходимо для удовлетворения спроса на автомобили сегмента B. Автомобили Quest производятся с двигателем объёмом 1.6 л, сопряженным с 6-ст. механической или 5-ст. автоматической КПП.

## Галерея
- Вид спереди
- Вид сзади
- Место водителя